# Charles Boles
Charles Boles (* 8. Juni 1932 in Detroit; † 19. Januar 2024) war ein US-amerikanischer Jazzmusiker (Piano, Komposition).

## Leben und Wirken
Boles wuchs in Detroit auf. Er lebte in einem Waisenhaus, bis die Familie Boles ihn als Vierjährigen adoptierte. Die Boles waren eine Familie von Pianisten, und seine Adoptivmutter war mit dem  Pianisten Fats Waller verwandt, der sie ermutigte, dem jungen Boles Klavierunterricht zu geben. An der Northern High School war Boles Teil der Jam-Sessions, an denen die zukünftigen Jazzstars Tommy Flanagan, Donald Byrd, Sonny Red und Paul Chambers teilnahmen. Damals gab es viele Orte, an denen junge Musiker auftreten konnten, und Boles nutzte diese Vorteile, zum Nachteil seiner schulischen Ausbildung; seinen Abschluss machte er erst mit 20 Jahren.
Unmittelbar nach seinem Abschluss tourte Boles mit der R&B-Band Emmitt Slay & his Slayriders. Die Band spielte hauptsächlich auf Stützpunkten der US-Armee. Als Boles nach Detroit zurückkehrte, arbeitete er regelmäßig in der Hastings Street; um finanziell über die Runden zu kommen, verkaufte er Versicherungen und arbeitete in einer Autowaschanlage. Diese Arbeitsbelastung führte schließlich dazu, dass er mit 28 Jahren einen Herzinfarkt erlitt und ein Jahr pausieren musste. Als er sich erholt hatte, entschied er sich, ausschließlich Musik zu machen. Boles tourte mit der jungen Aretha Franklin als deren musikalischer Leiter. Er arbeitete mit der Komikerin Moms Mabley zusammen und tourte national und international mit B. B. King, Etta James und Marvin Gaye.
Als Boles aufhörte zu touren, fand er eine feste Anstellung in Detroit – zunächst im Playboy Club und hatte dann längere Engagements im Roostertail und im Troy Marriott. Viele von Boles’ Jugendfreunden waren inzwischen Jazzstars geworden; Barry Harris und Tommy Flanagan ermutigten Boles, sich ihnen in New York anzuschließen. Boles zog darauf für ein Jahr nach New York, um dann wieder nach Detroit zurückzukehren. 1984 erschien seine Musik (als The Charles Boles Quintet) auf dem Album A Cass Tech Reunion – The Montreux/Detroit Collection Volume One: Late Model Bop, gemeinsam mit Musik von Roy Brooks and the Artistic Truth. 2014, mit inzwischen 81 Jahren, bekam er Gelegenheit, das Album Blue Continuum zu veröffentlichen.
Bis in seine Achtziger trat Boles weiterhin mit seinem Quartett auf, das Mitte der 2010er Jahre mehrere Jahre lang regelmäßig im Dirty Dog Jazz Cafe in Grosse Pointe auftrat.

## Diskographische Hinweise
- Charles Boles Quartet: Blue Continuum (Detroit Music Factory, 2014), mit Ron English, John Dana, Renell Gonsalves